# شي جين بينغ
شي جين بينغ (بالصينية التقليدية: 習近平؛ المبسطة: 习近平؛ بينيين: Xí Jìnpíng)؛ (15 يونيو 1953 -) هو الرئيس السابع والحالي لجمهورية الصين الشعبية، ورئيس اللجنة العسكرية المركزية في جمهورية الصين الشعبية، والأمين العام للجنة المركزية في الحزب الشيوعي الصيني وعضو اللجنة الدائمة لمكتبها السياسي، ويرأس اللجنة العسكرية المركزية للحزب.
انتُخب رئيسًا للصين في مارس 2013، ثم أُعيد انتخابه في 17 مارس 2018، وبعد تعديلات دستورية في 2018 جعلت إعادة الترشح للرئاسة غير محدد بفترتين، مما سمح له بالترشح لولاية ثالثة، فأُعيد انتخابه للمرة الثالثة في 10 مارس 2023. وبذلك يُعد أول زعيم حزبي منذ ماو تسي تونغ يخدم أكثر من ثلاث فترات، على الرغم من أن دينغ شياو بينغ حكم البلاد بشكل غير رسمي لفترة أطول.
نجل المحارب الشيوعي الصيني المخضرم شي هونغ شون، الذي نفي إلى مقاطعة ياسكاوا الريفية عندما كان مراهقًا بعد تطهير والده أثناء الثورة الثقافية، وعاش في وايدونغ في قرية ليانغياه Liangjiahe، حيث انضم إلى الحزب الشيوعي الصيني وعمل كسكرتير للحزب. بعد دراسة الهندسة الكيميائية في جامعة تسينغ-هوا بصفته (طالب عامل - فلاح - جندي)، ارتقى شي في المناصب السياسية في المقاطعات الساحلية بالصين. كان شي حاكم فوجيان من 1999 إلى 2002، قبل أن يصبح حاكمًا وأمينًا للحزب في جيجيانغ المجاورة من 2002 إلى 2007. بعد إقالة سكرتير الحزب في شنغهاي، تشين ليانغ يو، نقل شي ليحل محله لفترة وجيزة في عام 2007. انضم بعد ذلك إلى اللجنة الدائمة للمكتب السياسي للحزب الشيوعي الصيني وشغل منصب السكرتير الأول للأمانة المركزية في أكتوبر 2007. في عام 2008 عين خلفًا لهو جينتاو المفترض كزعيم رئيسي؛ وتحقيقًا لهذه الغاية، عين شي نائبًا لرئيس جمهورية الصين الشعبية ونائبًا لرئيس اللجنة العسكرية المركزية. حصل رسميًا على لقب قطب القيادة من الحزب الشيوعي الصيني (CCP) في عام 2016. كان شي أيضًا عضوًا في اللجنة الدائمة للمكتب السياسي للحزب الشيوعي الصيني رقم 17 و18 و19 منذ عام 2007. في عام 2018، ألغى حدود فترة الرئاسة.
شي هو أول أمين عام للحزب الشيوعي الصيني يولد بعد تأسيس جمهورية الصين الشعبية. منذ توليه السلطة، أدخل شي تدابير واسعة النطاق لفرض الانضباط الحزبي وفرض الوحدة الداخلية. أدت حملته لمكافحة الفساد إلى سقوط مسؤولين بارزين متقاعدين ومتقاعدين في الحزب الشيوعي، بما في ذلك عضو اللجنة الدائمة للمكتب السياسي. كما أنه قام بسن أو تعزيز سياسة خارجية أكثر حزمًا، لا سيما فيما يتعلق بالعلاقات الصينية اليابانية، ومطالبات الصين في بحر الصين الجنوبي، ومناصرتها للتجارة الحرة والعولمة. لقد سعى إلى توسيع نفوذ الصين في إفريقيا وأوروبا وآسيا من خلال مبادرة حزام واحد طريق واحد.
غالبًا ما وصف مراقبون سياسيون وأكاديميون شي بأنه ديكتاتور أو زعيم استبدادي، مستشهدين بزيادة الرقابة والمراقبة الجماعية، وتدهور حقوق الإنسان، وتطور عبادة الشخصية من حوله وإزالة حدود الولاية للقيادة في عهده. دمجت الأفكار السياسية لشي في دساتير الحزب والدساتير الوطنية. بصفته الشخصية المركزية للجيل الخامس من قيادة جمهورية الصين الشعبية، فقد جعل الرئيس شي سلطة مؤسسية مركزية بشكل كبير من خلال تولي مجموعة واسعة من المناصب القيادية، بما في ذلك رئاسة لجنة الأمن القومي المشكلة حديثًا، فضلًا عن اللجان التوجيهية الجديدة المعنية بالشؤون الاقتصادية والاجتماعية. الإصلاحات وإعادة الهيكلة العسكرية والتحديث والإنترنت.
في 11 نوفمبر 2021، أعلن الحزب الشيوعي الصيني إيديولوجية شي جوهر الثقافة الصينية. هذا هو القرار الأساسي الثالث للحزب الشيوعي الصيني منذ إنشائه. اعتمد القرار الأول في عام 1945 لزيادة سلطة ماو تسي تونغ والتصديق عليها. قرار إصدار واحدة في عهد شي يرفعه رمزيًا إلى نفس مستوى مكانة ماو.

## النشأة والتعليم
ولد شي جين بينغ في بكين في 15 يونيو 1953، وهو الابن الثاني لشي هونغ شون وزوجته كي شين. بعد تأسيس جمهورية الصين الشعبية في عام 1949 على يد ماو تسي تونغ، شغل والد شي سلسلة من المناصب، بما في ذلك رئيس الدعاية للحزب، ونائب رئيس الوزراء، ونائب رئيس المؤتمر الوطني لنواب الشعب. كان لدى شي شقيقتان كبيرتان، كياوكياو، ولدت عام 1949 وأنان (安安؛ أونان)، وُلدت عام 1952. كان والد شي من مقاطعة فوبينغ وشنشي ويمكن أن يتتبع شي أصل أبويه من شيانغ في دانغجو، خنان.
ذهب شي إلى المدرسة رقم 25 في بكين، ثم مدرسة بكين بايي، في الستينيات. أصبح صديقًا لليو هي، الذي التحق بمدرسة بكين رقم 101 في نفس المنطقة، والذي أصبح فيما بعد نائبًا لرئيس مجلس الوزراء في الصين ومستشارًا مقربًا من شي بعد أن أصبح الزعيم الأعلى للصين. في عام 1963، عندما كان في العاشرة من عمره، طرد والده من الحزب وأرسل للعمل في مصنع في لويانغ، خنان. في مايو 1966، قطعت الثورة الثقافية تعليم شي الثانوي عندما توقفت جميع الفصول الثانوية للطلاب لانتقاد معلميهم ومحاربتهم. نهب الطلاب المسلحون منزل عائلة شي وانتحرت إحدى شقيقات شي -شي هيبينغ- من الضغط. لاحقًا، أُجبرت والدته على التنديد علنًا بوالده، حيث عرض أمام حشد باعتباره عدوًا للثورة. ألقي والده في السجن في وقت لاحق في عام 1968 عندما كان شي يبلغ من العمر 15 عامًا. دون حماية والده، أرسل شي للعمل في قرية ليانغياه Liangjiahe، ويناني مقاطعة ياسكاوا، ينان، شنشي، في عام 1969 في سقوط ماو تسي تونغ إلى حركة الريف. كان يعمل سكرتير الحزب في ليانغياه Liangjiahe، حيث كان يعيش في منزل كهفي. بعد بضعة أشهر، وجد نفسه غير قادر على تحمل الحياة الريفية فهرب إلى بكين. قبض عليه خلال حملة قمع على الفارين من الريف وأُرسل إلى معسكر عمل لحفر الخنادق، لكنه عاد لاحقًا إلى القرية، وقضى ما مجموعه سبع سنوات هناك.
أدت مصائب ومعاناة عائلته في سنواته الأولى إلى تقوية رؤية شي للسياسة. خلال مقابلة في عام 2000، قال: الأشخاص الذين ليس لديهم اتصال يذكر بالسلطة، والذين بعيدين عنها، يرون دائمًا هذه الأشياء على أنها غامضة وجديدة. لكن ما أراه ليس مجرد أشياء سطحية: القوة، والزهور، والمجد، والتصفيق. أرى البول-بين (زنزانة كبيرة حيث يحتجز فيها السجناء لحين تقديمهم للمحاكمة) وكيف يمكن للناس أن ينفخوا بالحرارة والبرودة (المقصد من هذا المثل هو تغيير الناس لآرائهم بكثرة). أنا أفهم السياسة على مستوى أعمق. كان البول-بين إشارة إلى مراكز احتجاز الحرس الأحمر أثناء الثورة الثقافية.
بعد رفضه سبع مرات، انضم شي إلى رابطة الشبيبة الشيوعية في الصين في عام 1971 من خلال مصادقة مسؤول محلي. التقى بوالده في عام 1972، بسبب لم شمل الأسرة الذي أمر به رئيس الوزراء تشو إنلاي. من عام 1973، تقدم بطلب للانضمام إلى الحزب الشيوعي الصيني عشر مرات وقبل أخيرًا في محاولته العاشرة في عام 1974.
من عام 1975 إلى 1979، درس شي الهندسة الكيميائية في جامعة تسينغ-هوا ببكين باعتباره طالب عامل - فلاح - جندي. قضى المتخصصون في الهندسة هناك نحو 15% من وقتهم في دراسة الماركسية - اللينينية - فكر ماو تسي تونغ و 5% من وقتهم في العمل في المزرعة والتعلم من جيش التحرير الشعبي.

## حياته السياسية

### تدرجه في العمل الحزبي
انضم شي للحزب الشيوعي الصيني في يناير 1974، وسرعان ما تولى منصب أمين فرع الحزب لوحدة ليانغجياخه الإنتاجية في كومونة ونآنيي بمحافظة يانتشوان بمقاطعة شنشي. بين عامي 1979 و1985 شغل منصب سكرتير مدني بالمكتب العام في مجلس الدولة وسكرتير عسكري للمكتب العام التابع للجنة العسكرية المركزية للحزب، ثم نائباً لأمين لجنة الحزب بمحافظة تشنغدينغ بمقاطعة خبي شمال الصين، فأميناً للجنة ومفوضاً سياسياً أولاً في الشؤون العسكرية في نفس المحافظة.
في عام 1985 حصل شي على عضوية اللجنة الدائمة للحزب الشيوعي الصيني بمدينة شيامن في مقاطعة فوجيان جنوب شرق الصين ونائباً لعمدة المدينة، ثم عضوية اللجنة الدائمة للحزب في المقاطعة في 1993، حتى صار نائباً لأمين لجنة الحزب في المقاطعة بين عامي 1995 و2002.
انتقل في عام 2002 لمقاطعة جيجيانغ شرق الصين وعمل كنائب أمين للجنة الحزب الشيوعي هناك، ثم أميناً للجنة الحزب ورئيساً للجنة الدائمة لمجلس نواب الشعب في المقاطعة عام 2003.
وفي 2007، عمل أميناً للجنة الحزب الشيوعي الصيني ببلدية شانغهاي، والسكرتير الأول للجنة الحزب لقوات الحرس ببلدية المدينة.

### المكتب السياسي للحزب الشيوعي الصيني
اُنتخب شي جي بينغ كعضو احتياطي للجنة المركزية الـ15 للحزب الشيوعي، وعضواً في اللجان المركزية الـ16 والـ17 والـ18 للحزب على التوالي، وفي عام 2007 أصبح عضواً في اللجنة الدائمة للمكتب السياسي في الحزب، وعيّن رئيساً لمدرسة الحزب العسكرية.
في 15 مارس 2008، انتخبه المجلس الوطني الـ11 لنواب الشعب الصيني في دورته الأولى نائباً لرئيس جمهورية الصين الشعبية حتى عام 2013.

### رئاسة جمهورية الصين الشعبية
عقد المجلس الوطني الـ12 لنواب المجلس الوطني دورته الأولى في الرابع عشر من مارس 2013 بقاعة الشعب الكبرى في العاصمة بكين بحضور 3000 مندوب، وقرر انتخاب شي جي بينغ رئيساً لجمهورية الصين الشعبية خلفاً لهو جينتاو، بموافقة 2996 صوتاً ومعارضة صوت واحد، فيما امتنع 3 مندوبين عن التصويت.

## روابط خارجية
- شي جين بينغ على موقع IMDb (الإنجليزية)
- شي جين بينغ على موقع الموسوعة البريطانية (الإنجليزية)
- شي جين بينغ على موقع مونزينجر (الألمانية)
- شي جين بينغ على موقع قاعدة بيانات الفيلم (الإنجليزية)
- شي جين بينغ على موقع كينوبويسك (الروسية)
- شي جين بينغ على موقع أوليمبيديا (الإنجليزية)